# Piz Linard (Zernez)
Piz Linard är en bergstopp i Schweiz. Den ligger i distriktet Inn och kantonen Graubünden, i den östra delen av landet. Toppen på Piz Linard är 3 410 meter över havet. Berget är den högsta toppen i Silvrettagruppen.
Närmaste samhälle är Lavin, söder om Piz Linard.
Trakten runt Piz Linard består i huvudsak av kala bergstoppar och alpin tundra.